# Grand Prix automobile d'Italie 1938

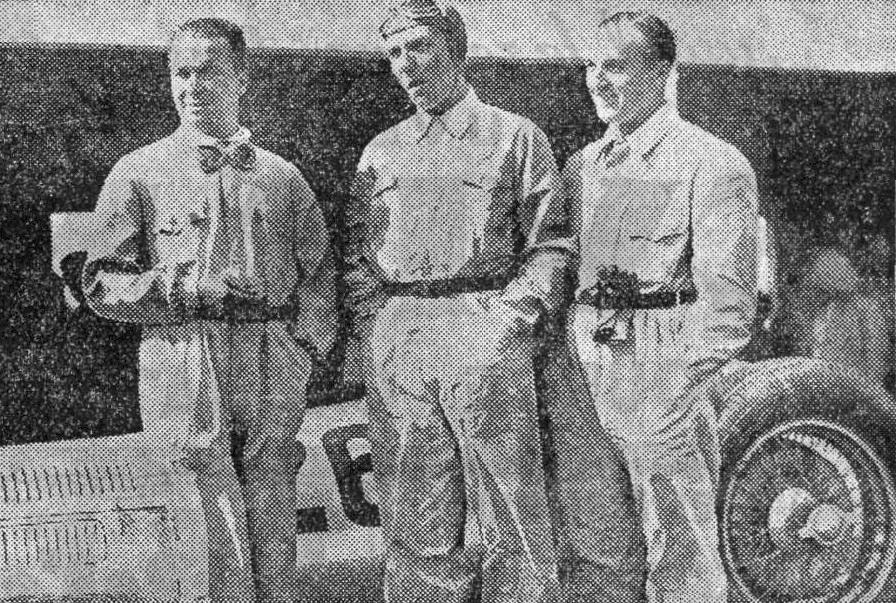
Les coureurs allemands Mercedes-Benz Rudolf Caracciola, Manfred von Brautschisch et Hermann Lang, en 1ère ligne en 1938 à Monza.

Le Grand Prix automobile d'Italie 1938 est un Grand Prix comptant pour le Championnat d'Europe des pilotes, qui s'est tenu sur le circuit de Monza le 11 septembre 1938.

## Grille de départ
| 1re ligne | Pos. 4                         |                     | Pos. 3                                |                      | Pos. 2                                     |                     | Pos. 1                          |
|           | Müller Auto Union 2 min 34 s 4 |                     | Caracciola Mercedes-Benz 2 min 33 s 3 |                      | Von Brauchitsch Mercedes-Benz 2 min 33 s 1 |                     | Lang Mercedes-Benz 2 min 32 s 4 |
| 2e ligne  |                                | Pos. 7              |                                       | Pos. 6               |                                            | Pos. 5              |                                 |
|           |                                | Kautz Auto Union    |                                       | Seaman Mercedes-Benz |                                            | Nuvolari Auto Union |                                 |
| 3e ligne  | Pos. 11                        |                     | Pos. 10                               |                      | Pos. 9                                     |                     | Pos. 8                          |
|           | Trossi Maserati                |                     | Taruffi Alfa Romeo                    |                      | Wimille Alfa Romeo                         |                     | Biondetti Alfa Romeo            |
| 4e ligne  |                                | Pos.14              |                                       | Pos. 13              |                                            | Pos. 12             |                                 |
|           |                                | Stuck Auto Union    |                                       | Farina Alfa Romeo    |                                            | Villoresi Maserati  |                                 |
| 5e ligne  |                                | Pos. 17             |                                       | Pos. 16              |                                            | Pos. 15             |                                 |
|           |                                | Belmondo Alfa Romeo |                                       | Zehender Maserati    |                                            | Ghersi Alfa Romeo   |                                 |

## Classement de la course
| Pos. | no | Pilote                                    | Écurie                    | Châssis             | Tours  | Temps/Abandon     | Grille | Points |
| ---- | -- | ----------------------------------------- | ------------------------- | ------------------- | ------ | ----------------- | ------ | ------ |
| 1    | 22 | Tazio Nuvolari                            | Auto Union                | Auto Union Type D   | 60     | 2 h 41 min 39 s 6 | 5      | 1      |
| 2    | 30 | Giuseppe Farina                           | Alfa Corse                | Alfa Romeo Tipo 316 | 59     | + 1 tour          | 13     | 2      |
| 3    | 12 | Rudolf Caracciola Manfred von Brauchitsch | Daimler-Benz AG           | Mercedes-Benz W154  | 57     | + 3 tours         | 3      | 3 n/a  |
| 4    | 6  | Clemente Biondetti                        | Alfa Corse                | Alfa Romeo Tipo 316 | 57     | + 3 tours         | 8      | 4      |
| Abd. | 20 | Hermann Paul Müller                       | Auto Union                | Auto Union Type D   | 57     |                   | 4      | 4      |
| Dsq. | 14 | Carlo Felice Trossi                       | Officine Alfieri Maserati | Maserati 8CTF       | 56     | Disqualifié       | 11     | 8      |
| 5    | 2  | Pietro Ghersi                             | Scuderia Torino           | Alfa Romeo Tipo 308 | 47     | + 13 tours        | 15     | 4      |
| Abd. | 36 | Hans Stuck                                | Auto Union                | Auto Union Type D   | 41     | Mécanique         | 14     | 5      |
| Abd. | 26 | Hermann Lang                              | Daimler-Benz AG           | Mercedes-Benz W154  | 35     | Moteur            | 1      | 5      |
| Abd. | 8  | Luigi Villoresi                           | Officine Alfieri Maserati | Maserati 8CTF       | 24/29? | Mécanique         | 12     | 6      |
| Abd. | 4  | Manfred von Brauchitsch                   | Daimler-Benz AG           | Mercedes-Benz W154  | 19     | Mécanique         | 2      | 6      |
| Abd. | 28 | Jean-Pierre Wimille                       | Alfa Corse                | Alfa Romeo Tipo 312 | 17     |                   | 9      | 6      |
| Abd. | 18 | Goffredo Zehender                         | Officine Alfieri Maserati | Maserati 8CTF       | 15     |                   | 16     | 6      |
| Abd. | 32 | Vittorio Belmondo                         | Renato Balestrero         | Alfa Romeo Tipo 308 | 15/18? |                   | 17     | 6      |
| Abd. | 16 | Richard Seaman                            | Daimler-Benz AG           | Mercedes-Benz W154  | 11/14? | Moteur            | 6      | 7      |
| Abd. | 34 | Piero Taruffi                             | Alfa Corse                | Alfa Romeo Tipo 312 | 10/14? | Mécanique         | 10     | 7      |
| Abd. | 24 | Christian Kautz                           | Auto Union                | Auto Union Type D   | 2      |                   | 7      | 7      |

- Légende : Abd.=Abandon - Np.=Non partant - Dsq.=Disqualifié.

## Pole position et record du tour
- Pole position :  Hermann Lang (Mercedes-Benz) en 2 min 32 s 4.
- Meilleur tour en course :  Hermann Lang (Mercedes-Benz) en 2 min 34 s 2.